# 武陵源区
武陵源区是中华人民共和国湖南省张家界市所辖的一个市辖区。区域总面积为398平方公里，總人口6.09万。張家界(金鞭溪、黃獅寨、砂刀溝、金鞭岩、黃龍洞)、袁家界、楊家界、溪布街等風景名勝皆在本區。區人民政府駐军地坪街道。

## 历史沿革
1988年5月18日，武陵源区经国务院批复成立，辖区含原大庸市的协合乡、中湖乡和张家界林场、慈利县的索溪峪镇、桑植县的天子山镇。
武陵源区政府于1989年6月成立。武陵源风景名胜区管理局于1993年4月成立，与武陵源区政府实行“一个机构两块牌子”。

## 行政区划
武陵源区下辖2个街道办事处、2个乡：
军地坪街道、锣鼓塔街道、协合乡和中湖乡。

## 人口
根据(湖南省)张家界市第七次全国人口普查公报显示：武陵源区常住人口为60857人，男性人口占比51.19%，女性人口占比48.81%，年龄结构中0-14岁占比17.88%，15-59岁占比66.74%，60岁以上占比15.38%，65岁以上占比11.72%。